# Liste der Baudenkmäler in Regensburg-Konradsiedlung-Wutzlhofen
Auf dieser Seite sind die Baudenkmäler in der Oberpfälzer Bezirkshauptstadt Regensburg zusammengestellt. Diese Tabelle ist eine Teilliste der Liste der Baudenkmäler in Bayern. Grundlage ist die Bayerische Denkmalliste, die auf Basis des Bayerischen Denkmalschutzgesetzes vom 1. Oktober 1973 erstmals erstellt wurde und seither durch das Bayerische Landesamt für Denkmalpflege geführt wird. Die folgenden Angaben ersetzen nicht die rechtsverbindliche Auskunft der Denkmalschutzbehörde.

## Baudenkmäler
| Lage                              | Objekt                                           | Beschreibung | Akten-Nr.       | Bild                                             |
| --------------------------------- | ------------------------------------------------ | --- | --------------- | ------------------------------------------------ |
| Harthofkapellenplatz 1 (Standort) | Kapellenausstattung in der erneuerten Wegkapelle | Neugotisch, zweite Hälfte 19. Jahrhundert | D-3-62-000-240  | Kapellenausstattung in der erneuerten Wegkapelle |
| St.-Konrad-Platz 5 (Standort)     | Katholische Pfarrkirche St. Konrad               | Giebelständiger Saalbau mit steilem Satteldach, eingezogenem Chor mit Chorturm und seitlichen Doppelgiebeln in Rasterbauweise, 1935/36 von Max Wittmann, 1966/67 Erweiterungsbau von Franz Günthner; mit Ausstattung | D-3-62-000-684  | weitere Bilder                                   |
| Wutzlhofen 14 (Standort)          | Katholische Nebenkirche St. Maria                | Traufständiger und abgewalmter Satteldachbau mit Dachreiter und Pilastergliederungen, spätklassizistisch, erstes Viertel 19. Jahrhundert, umgebaut und erweitert 1870; mit Ausstattung                               | D-3-62-000-1450 | Katholische Nebenkirche St. Maria                |
| Wutzlhofen 29 (Standort)          | Ehemaliges Bauernhaus                            | Zweigeschossiger und traufständiger Halbwalmdachbau, nach Norden zweigeschossiger Satteldachflügel, frühes 19. Jahrhundert                                                                                           | D-3-62-000-1452 | Ehemaliges Bauernhaus                            |